# Xã Eden, Quận Wyandot, Ohio
Xã Eden (tiếng Anh: Eden Township) là một xã thuộc quận Wyandot, tiểu bang Ohio, Hoa Kỳ. Năm 2010, dân số của xã này là 1.092 người.